# Suore francescane missionarie di San Giuseppe
Le Suore Francescane Missionarie di San Giuseppe (in inglese Franciscan Missionary Sisters of St. Joseph) sono un istituto religioso femminile di diritto pontificio: i membri di questa congregazione pospongono al loro nome la sigla F.M.S.J.

## Storia
Le origini dell'istituto risalgono al 1873, quando Alice Ingham (1830-1880) organizzò a Rochdale una comunità di giovani donne intenzionate a costituire una congregazione di suore francescane: accogliendo l'invito di Herbert Vaughan, fondatore dei missionari di San Giuseppe, la Ingham e le compagne si trasferirono a Mill Hill e iniziarono a prestare servizio nel collegio della società.
La congregazione ebbe formalmente inizio l'8 settembre 1883: nel 1885 le prime suore raggiunsero la missione di Sarawak e nel 1886 Vaugham affidò loro la cura dei bambini cattolici abbandonati, per evitare che questi venissero allevati in istituzioni protestanti.
In terra di missione, le religiose hanno contribuito alla nascita di congregazioni indigene di suore francescane a Sarawak, Kota Kinabalu e Kisii.
L'istituto, aggregato all'ordine dei frati minori francescani dal 7 febbraio 1925, ricevette il pontificio decreto di lode il 10 giugno 1930 e le sue costituzioni vennero approvate definitivamente il 6 giugno 1939.

## Attività e diffusione
Oltre che al servizio domestico nei collegi dei missionari di Mill Hill, le francescane missionarie di San Giuseppe si dedicano all'insegnamento, all'assistenza agli ammalati e al lavoro catechetico parrocchiale.
Sono presenti in Ecuador, Irlanda, Kenya, Paesi Bassi, Regno Unito e Stati Uniti d'America; la sede generalizia è a Manchester.
Alla fine del 2008 la congregazione contava 132 suore in 30 case.